# Sauropus micrasterias
Sauropus micrasterias är en emblikaväxtart som beskrevs av Airy Shaw. Sauropus micrasterias ingår i släktet Sauropus och familjen emblikaväxter. Inga underarter finns listade i Catalogue of Life.